# Alberto Contoli
Alberto Contoli (Faenza, 21 december 1987) is een Italiaans wielrenner die uitkomt voor Colnago-CSF Inox.

## Erelijst
2005
- 3e etappe Giro della Toscana (Junioren)

2009
- Giro delle Valli Cuneesi nelle Alpi del Mare
- 1e etappe Ronde van de Aostavallei (ploegentijdrit)

## Grote ronden
Geen
Broett · 
Chatoentsev ·
Contrini ·
Gottfried · 
Ignatjev ·
Jeskov ·
Kiryjenka · 
Klimov · 
Loddo ·  
Mazzanti · 
Pedraza ·  
Petrov ·  
Riccio ·
Rovny · 
Serov · 
Serrano ·  
Sobal ·
Troesov · 
Tsjernetski ·
Contoli (stagiair) ·
Graziato (stagiair) ·
Marycz (stagiair)   